# Čoson Ilbo
Čoson Ilbo (korejsky 조선일보, doslova Korejský deník) je jedním z hlavních novin v Jižní Koreji. Deník byl založen v roce 1920 a dnes má přibližně 2,2 miliónu čtenářů. Kromě tištěných novin provozuje také webové stránky chosun.com, které jsou vůbec nejnavštěvovanějším jihokorejským zpravodajským webem a kde jsou zprávy dostupné také anglicky, čínsky a japonsky.
Jméno pochází od severokorejského jména pro Koreu, které je odvozeno od dynastie Čoson.